# Гутник (срібна монета)
«Гу́тник» — пам'ятна срібна монета номіналом 10 гривень, випущена Національним банком України, присвячена гутництву — виготовленню скла, відомому ще з часів Київської Русі. За багато століть розвитку гутництво досягло високого художнього рівня. Особливо оригінальними були баклаги, барильця, різні сулії, кварти та різний фігурний посуд у вигляді півнів, птахів, ведмедиків тощо.
Монету виготовлено з використанням технології патинування.
Монету введено в обіг 28 лютого 2012 року. Вона належить до серії «Народні промисли та ремесла України».

## Опис монети та характеристики
| Номінал грн. | Метал            | Маса, г      | Діаметр, мм | Якість виготовлення       | Гурт                           | Тираж, штук |
| ------------ | ---------------- | ------------ | ----------- | ------------------------- | ------------------------------ | ----------- |
| 10           | срібло 925 проби | 31,1 / 33,62 | 38,61       | спеціальний анциркулейтед | гладкий із заглибленим написом | 7 000       |

### Аверс
На аверсі монети розміщено: угорі малий Державний Герб України, під яким стилізований напис — «НАЦІОНАЛЬНИЙ/БАНК/УКРАЇНИ», у центрі — стилізоване зображення двох пташок, ліворуч і праворуч від яких вироби гутника — скляні предмети побуту, унизу написи: «10/ГРИВЕНЬ/2012».

### Реверс
На реверсі монети зображено гутника, який видуває склянку. Угорі на стилізованому тлі розміщено напис «ГУТНИК», з обох боків центральної композиції — декоративні квіти.

## Автори

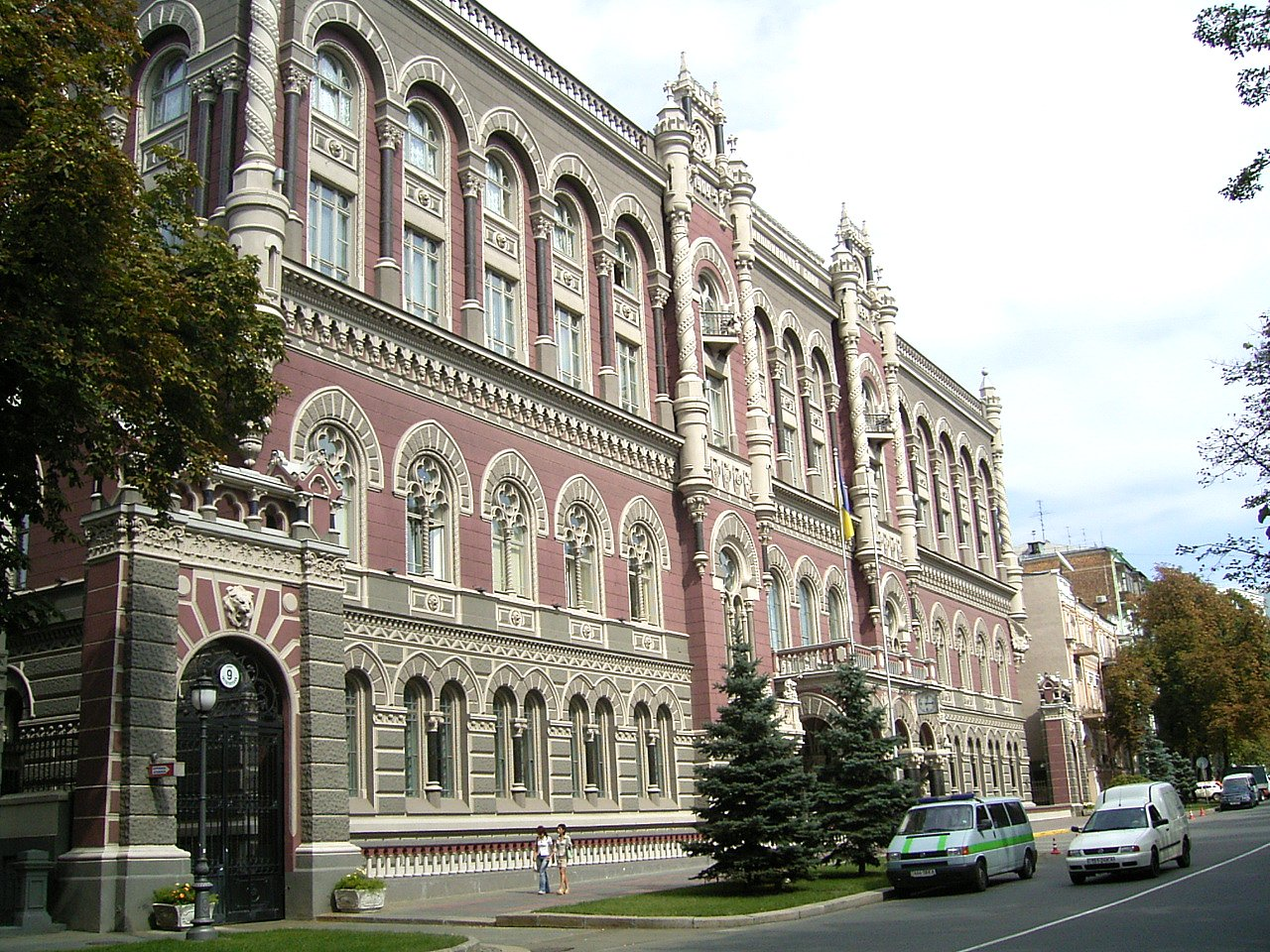
Будівля Національного банку України

- Художники: Таран Володимир, Харук Олександр, Харук Сергій.
- Скульптори: Дем'яненко Анатолій, Дем'яненко Володимир.

## Вартість монети
Ціну монети — 575 гривень встановив Національний банк України у період реалізації монети через його філії у 2012 році.
Фактична приблизна вартість монети, з роками змінювалася так:
| Рік        | 2012 | 2013 | 2014 | 2015 | 2016 | 2017 | 2018 | 2019 | 2020 | 2021 | 2022  | 2023  | 2024  | 2025  |
| ---------- | ---- | ---- | ---- | ---- | ---- | ---- | ---- | ---- | ---- | ---- | ----- | ----- | ----- | ----- |
| Ціна, грн. | 600  | 600  | 430  | 650  | 640  | 660  | 700  | 660  | 630  | 930  | 1 330 | 1 760 | 2 350 | 2 800 |